# Alphonsus Bonihominis
Alphonsus Bonihominis Hispanus (auch: Alfonso oder Alonso Buenhombre; * Geburtsjahr unbekannt in Spanien; † um 1353 in Marokko) war ein dominikanischer Mönch und Bischof von Marrakesch.
Er ist als Übersetzer von arabischen Texten ins Lateinische bekannt, z. B. einer apokryphen Josefsgeschichte (um 1336) und einer Antoniuslegende (um 1342). Bei seinen Aufenthalten in Nordafrika geriet er immer wieder in Gefangenschaft der islamischen Herrscher.

## Werke

### Epistola Samuelis Maroccani
Das Epistola Samuelis Maroccani ist eine antijüdische Schrift, welche in 27 Kapiteln die Jüdischen Einwände gegen den christlichen Glauben entkräften sollte. Im Jahr 1329 wurde sie von Hispanus vom entweder arabischen oder hebräischen ins lateinische. Dieses wurde unter dem Titel Tractatulus multum utilis ad convincendum Judaeos de errore suo, quem habent de Messia adhuc venturo, et de observantia legis Mosaiae ("Eine sehr nützliche Abhandlung, um die Juden von ihrem Irrtum zu überzeugen, den sie über den kommenden Messias und über die Einhaltung des mosaischen Gesetzes haben").

### Epistula rabbi Samuel de Fez de adventu messiae, missa rabbi Isaac
Diese Übersetzung führte er 1339 im Kloster St. Jacques in Paris durch. Dieses soll ein Brief eines zur Konversion entschlossenen Rabbi Samuel sein. Die historische Belegbarkeit des Rabbi Samuel ist fragwürdig und es besteht die Theorie, Bonihominis habe den Brief selber geschrieben. Von dem ursprünglich lateinischen Text sind heute noch 300 Exemplare vorhanden, von der deutschen Übersetzung noch 55 Exemplare. Irmhart Öser, Archidiakon der Untersteiermark, übersetze den Text ins deutsche.

### Sonstige
- de adventu Messiae  (1339) ex Arabico transtulisse traditur librum conversi ad Christum Magistri Samuelis Israelitae... in: Fabricius, Johann Albert: Bibliotheca Latina mediae et infimae aetatis (Monumenta Germaniae Historica, München)
- Legenda sancti Antoni abbatis Thebaidis (um 1340/42)